# European Forum of Deposit Insurers
L'European Forum of Deposit Insurers è un'associazione internazionale fondata nel 2002 con il sostegno della Commissione europea. I 25 membri fondatori decisero di formare una piattaforma comune per lo scambio d'informazioni. Nel giugno 2007 l'EFDI ha adottato la forma giuridica di un'associazione internazionale no profit sotto la legge belga (INPA - AISBL). Attualmente l'EFDI ha 68 membri, 57 Fondi di Garanzia dei Depositi (Deposit Guarantee Schemes – DGS) e 11 associati, Fondi di garanzia degli investitori (Investor Compensation Schemes - ICS) provenienti da 47 paesi che fanno parte del Consiglio d'Europa (Art. 6 Statuto dell'EFDI). L'EFDI collabora strettamente con importanti organizzazioni ed accademie di livello Europeo ed Internazionale, specialmente con la Commissione europea (EC), la Banca centrale europea (ECB), l'Autorità bancaria europea (EBA), la Banca Mondiale (WB), il Fondo monetario internazionale (IMF), l'European Financial Services Roundtable (EFSR), l'Associazione Bancaria Europea (EBF) e l'International Association of Deposit Insurers (IADI). La sede legale si trova a Bruxelles (Belgio).

## Genesi e scopo
Lo scopo principale dell'EFDI è di contribuire alla stabilità dei sistemi finanziari favorendo la collaborazione a livello Europeo ed Internazionale nell'assicurazione dei depositi, nella risoluzione delle crisi, nell'indennizzo degli investitori, e facilita il dibattito e lo scambio di informazioni sulle questioni di interesse comune. L'EFDI segue la regolamentazione europea ed internazionale ed altri argomenti d'interesse comune. Inoltre persegue lo sviluppo della collaborazione tra i vari paesi Europei e non-Europei. L'EFDI focalizza inoltre la sua attività sull'esame e sviluppo dell'implementazione della direttiva europea degli schemi di garanzia dei depositi (DGSs).
L'EFDI non si pronuncia in modo vincolante verso i suoi membri, ma esprime il parere degli stessi o dei relativi gruppi di lavoro che trattano specifiche problematiche. Dichiarazioni fatte dall'EFDI sono quindi rilasciate senza pregiudizio verso la sovranità dei suoi membri.

## Comitato EU
L'EFDI ha creato un Comitato EU, composto dai membri di tutti i paesi EU, che si occupa della politica comunitaria sull'assicurazione dei depositi, della presentazione di eventuali risposte o dichiarazioni politiche alla Commissione Europea, di riportare le discussioni dei membri EFDI alla Commissione Europea e della rappresentanza EFDI nei confronti della Commissione Europea sulle posizioni EFDI. Il presidente del EFDI Comitato EU è il presidente del EFDI (Roberto Moretti) (Rif. Art. 31 Statuto EFDI). Il Consiglio di Amministrazione EFDI ha nominato Alex Kuczynski come coordinatore del Comitato EU.

## Comitato Public Relations
L'EFDI ha inoltre creato un Comitato Pubbliche Relazioni composto da esperti PR fra i membri dell'EFDI. Il comitato PR si occupa delle tematiche di pubbliche relazioni relative alla protezione dei depositi e degli investimenti. Lo scopo principale è lo scambio di esperienza in merito alla comunicazione delle crisi così come l'aumento della consapevolezza dell'opinione pubblica nei paesi membri dell'EFDI. Il Consiglio dell'EFDI ha nominato Stephan Rabe come portavoce stampa per l'EFDI ed in questa funzione lui è anche presidente del comitato PR.

## Investor Compensation Scheme Working-Group (ICS WG)
Il gruppo di lavoro Investor Compensation Scheme (ICS WG) è composto da 35 istituzioni, di cui 11 Associati (i.e. solo Investor Compensation Schemes) e 24 Membri che sono sia Deposit Guarantee Schemes sia Investor Compensation Schemes. Il ICS WG si occupa della politica dell'EFDI sulla legislazione europea in merito agli Investor Compensation Schemes. In particolare, il gruppo ha seguito la direttiva ICS (97/9/EC –link) organizzando meetings, scambiando opinioni e richiedendo chiarificazioni dal Parlamento Europeo e dai rappresentanti della Commissione.  Il gruppo segue anche il lavoro della Commissione Europea e persegue la migliore collaborazione internazionale.

## Crisis Resolution Working-Group
Il Crisis Resolution WG analizza ed elabora raccomandazioni per il Consiglio di Amministrazione EFDI sul salvataggio e risoluzione delle banche. In tal modo il Consiglio EFDI viene messo nelle condizioni di rispondere e agire tempestivamente agli input delle autorità europee in materia.  Di rilevanza particolare per membri EFDI è il collegamento tra DGS e Resolution Fund.